# Andrzej Barkowski
Andrzej Barkowski (ur. 8 czerwca 1939 w Bydgoszczy, zm. 14 lutego 2020) – polski działacz samorządowy i partyjny, w latach 1982–1985 prezydent Bydgoszczy.

## Życiorys
Syn Edmunda i Heleny. W latach 1961–1964 członek i wiceprzewodniczący gdańskiego zarządu wojewódzkiego Związku Młodzieży Socjalistycznej. Od 1961 należał do Zrzeszenia Studentów Polskich, a od 1963 do Polskiej Zjednoczonej Partii Robotniczej. Kształcił się w dwuletnim studium ekonomicznym w Wieczorowym Uniwersytecie Marksizmu-Leninizmu, na miesięcznym kursie w ramach Inspektoratu Szkolenia Ministerstwa Obrony Narodowej w ODDK przy KC PZPR (1974) oraz na miesięcznym kursie w Ośrodku Kursów Partyjnych KC PZPR (1979). Był członkiem egzekutywy, a od 1968 do 1970 sekretarzem Komitetu Zakładowego PZPR przy Pomorskich Zakładach Budowy Maszyn „Makrum” w Bydgoszczy. W 1971 był delegatem na VI Zjazd Polskiej Zjednoczonej Partii Robotniczej. Od 1971 członek egzekutywy, a od 1972 do 1980 sekretarz ds. ekonomicznych Komitetu Miejskiego PZPR w Bydgoszczy. 16 listopada 1980 został wiceprezydentem tego miasta. W grudniu 1981 po odwołaniu Wincentego Domisza tymczasowo kierował bydgoskim urzędem miejskim, następnie od 5 lutego 1982 do 21 sierpnia 1985 pełnił funkcję prezydenta Bydgoszczy. Zrezygnował z niej po powołaniu na inne stanowisko.
18 lutego 2020 pochowany na cmentarzu przy Kościele pw. Najświętszego Serca Pana Jezusa w Bydgoszczy.